# Sint-Pieterskerk (Elen)

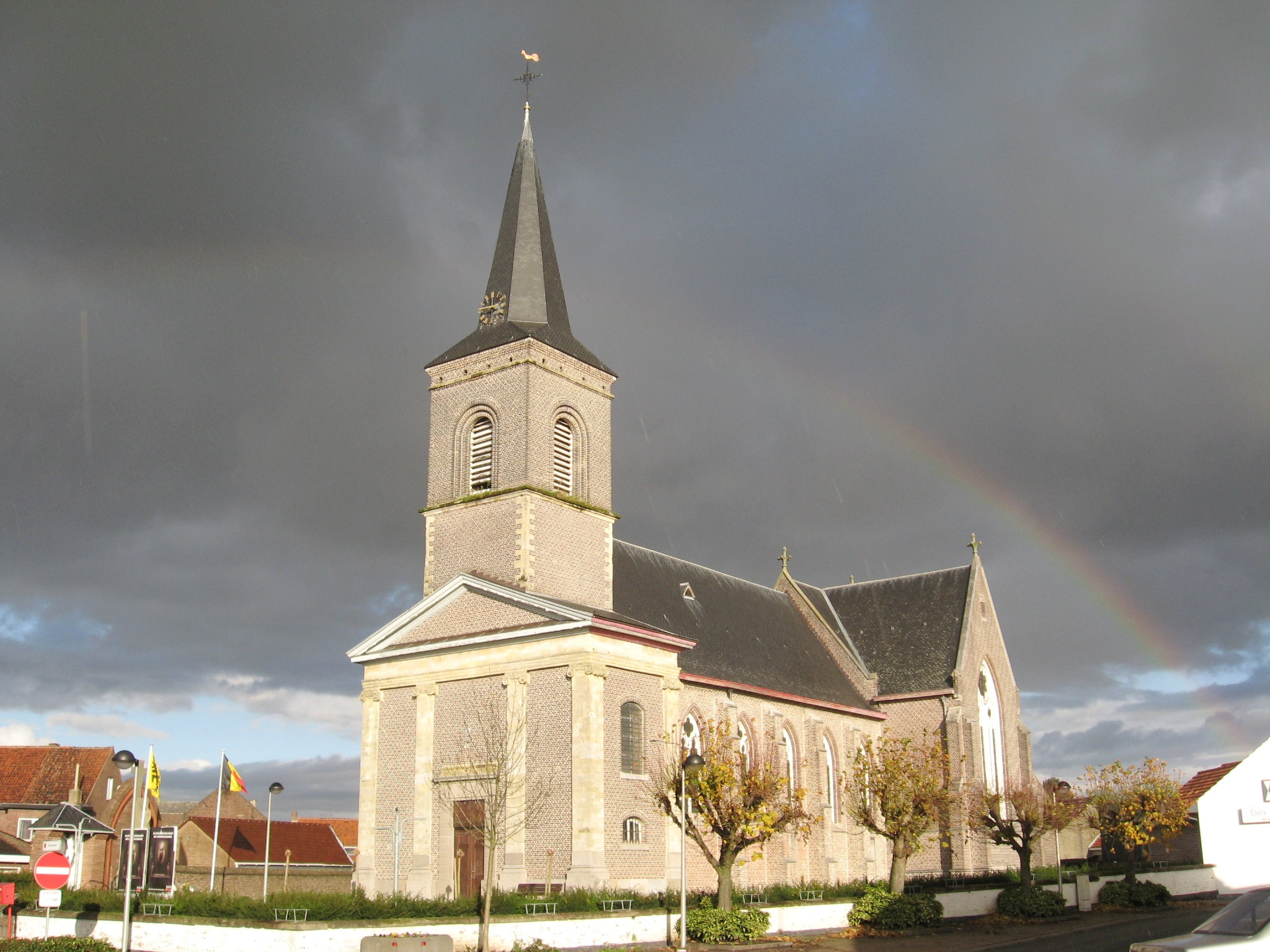
Sint-Pieterskerk

De Sint-Pieterskerk is de parochiekerk van Elen, gelegen aan Kerkstraat 9.

## Geschiedenis
Begin 11e eeuw werd de parochie gesticht door de Abdij van Corbie. In 1559 kwam het tiendrecht en het patronaatsrecht aan Godfried van Bocholtz, die heer van Grevenbroek was. In 1621 kwamen deze rechten aan de prins-bisschop van Luik.
In 1644 werd een nieuwe kerk gebouwd door Willem van Bocholtz. De oorspronkelijke, romaanse, toren bleef daarbij behouden. Van 1838-1839 werd de westgevel vernieuwd in neoclassicistische stijl. In 1881 werd het koor en de sacristie beschadigd door brand, en in 1888 werd, naar ontwerp van Mathieu Christiaens, de kerk verbouwd. Hierbij werd het koor vergroot en kwam er een neogotisch transept. Later werden de getoogde vensters van het schip vervangen door neogotische spitsboogvensters, zoals die reeds in het koor aanwezig waren. Ook werd een houten gewelf aangebracht dat in plaats kwam van het spitsbooggewelf. Men wilde aanvankelijk ook de neoclassicistische westpartij in neogotische trant wijzigen, maar uiteindelijk werd alleen de toren ingrijpend gewijzigd, waarbij de koepelspits door een ingesnoerde naaldspits werd vervangen.

## Gebouw
De oorspronkelijk romaanse westtoren, uitgevoerd in Maaskeien, werd in 1888 vervangen door een bakstenen toren, afgewerkt met mergelstenen hoekbanden. Deze is ingebouwd in een neoclassicistische ingangspartij uit 1839, welke een driekhoekig fronton draagt. Het kerkgebouw is voornamelijk neogotisch, uit 1888, maar een deel stamt nog uit 1644.
In de buitengevel is een gedenksteen uit 1644, gedenkende de nieuwbouw van de kerk. Dit toont de wapens van Willem van Bocholtz en zijn vrouw, Anna van Hoensbroeck van Oostham. Op de begraafplaats vindt men een grafsteen van de heren van Sipernau.

## Meubilair
Enkele beelden zijn 17e- of 18e-eeuws, zoals een Onze-Lieve-Vrouw met Kind (mogelijk 17e-eeuws) en een Carolus Borromeus (18e eeuw). Verder is er een aantal 19e-eeuwse beelden.
Het classicistisch hoofdaltaar, uit de eerste helft van de 19e eeuw, werd geschonken door de familie Olislagers van Sipernau. De zijaltaren zijn portiekaltaren uit ongeveer 1700, en ook zijn er twee eikenhouten biechtstoelen uit dezelfde tijd. Veel van het overige meubilair stamt uit de eerste, dan wel de tweede, helft van de 19e eeuw.